# Surinaamse dollar
De Surinaamse dollar (afgekort als SRD; Sranantongo: Sranandala) is sinds 1 januari 2004 het officiële betaalmiddel van Suriname. Er zijn munten van 1, 5, 10, 25, 100 en 250 cent, muntbiljetten van 1 en 2½ dollar en bankbiljetten van 5, 10, 20, 50, 100, 200 en 500 Surinaamse dollar.
Tot de overgang naar de dollar was het officiële betaalmiddel de Surinaamse gulden. Bij de overschakeling van de Surinaamse gulden naar de Surinaamse dollar werden er drie nullen van het geld geschrapt. Duizend Surinaamse gulden van toen is dus nu 1 Surinaamse dollar. De bestaande munten en muntbiljetten behielden bij de overgang op het nieuwe stelsel hun nominale waarde.
De circulatiemunten, zonder munttekens, zijn vervaardigd door The Royal Mint in Llantrisant (Verenigd Koninkrijk). In 2009 verschenen de munten van 5, 10 en 25 cent en in 2012 verscheen een complete serie. Ook van 2014,  2015, 2017 en 2021 bestaan er circulatiemunten. Daarnaast is van 2004 tot en met 2013 jaarlijks de complete serie munten in een brilliant uncirculated-muntset (voor verzamelaars) verschenen. Dit waren  kleine oplagen, mét munttekens, en geproduceerd door de Koninklijke Nederlandse Munt.
Muntbiljetten van 1 en 2½ dollar zijn aan het begin van 2020 opnieuw in omloop gebracht vanwege een tekort aan pasmunten. Officieel waren ze ervoor niet uit de roulatie genomen. In maart 2024 werden na een periode van hoge inflatie bankbiljetten van 200 en 500 dollar ingevoerd.

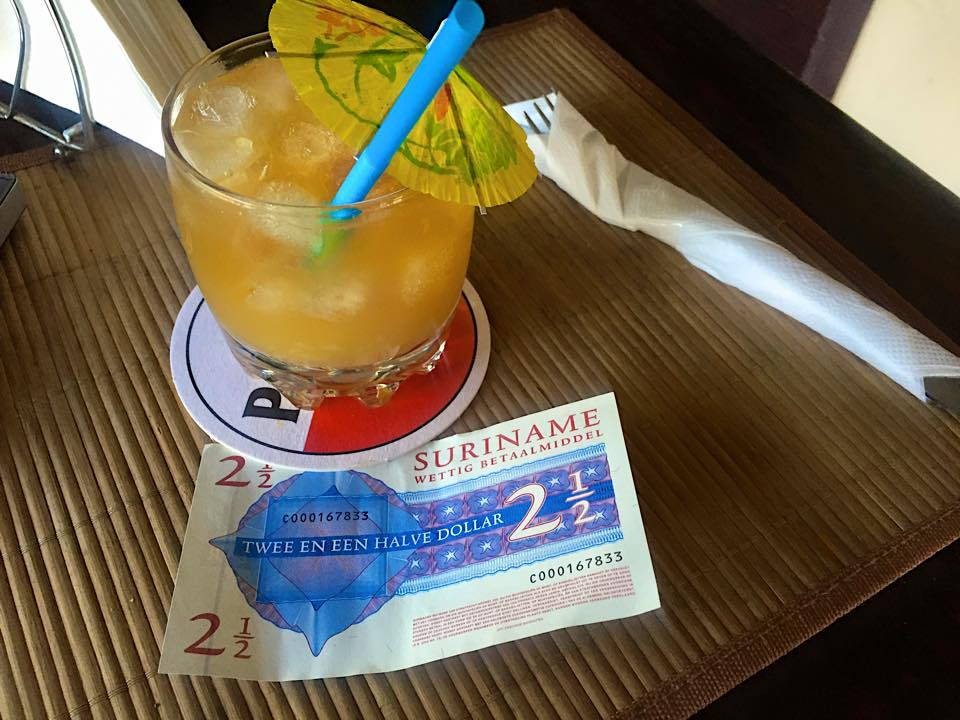
2,5 Sranandala
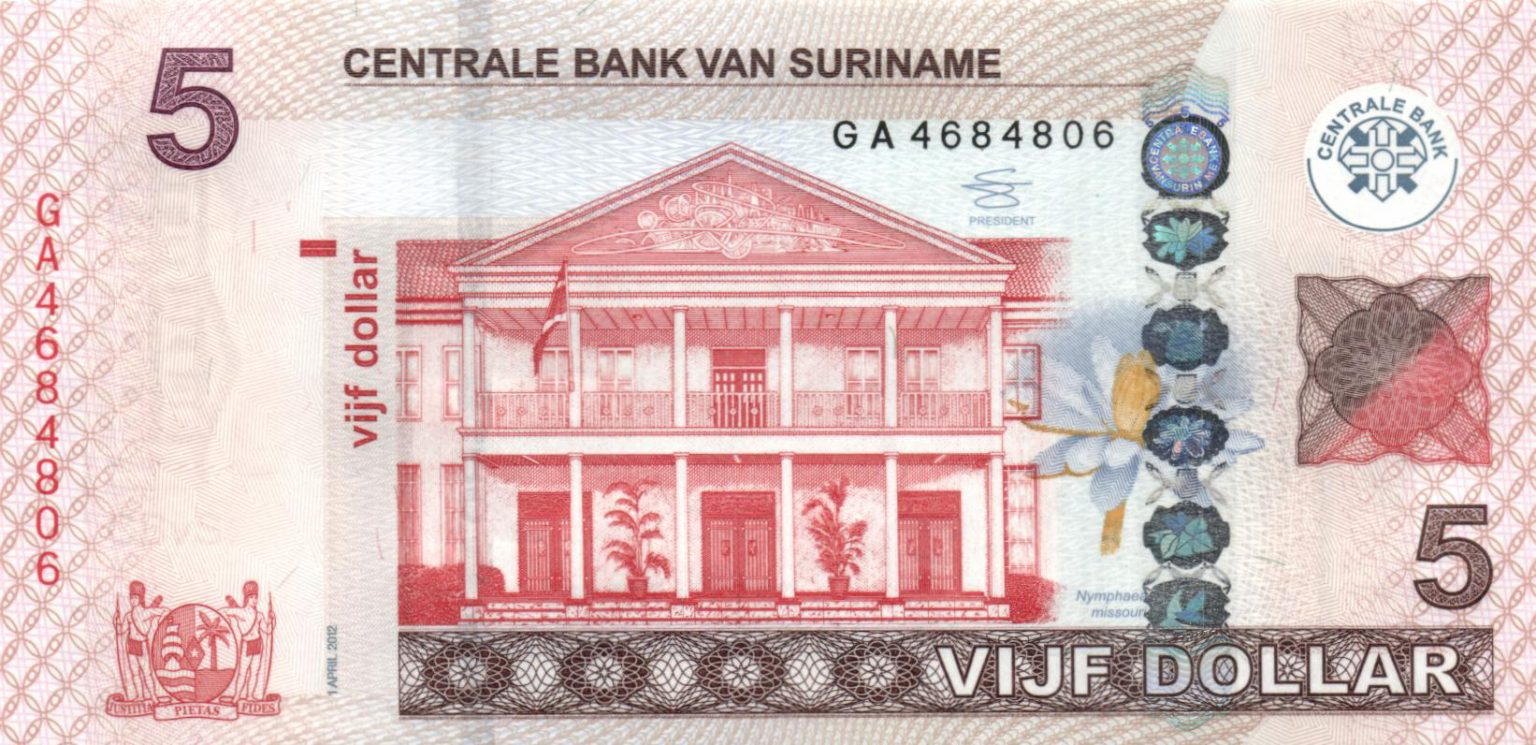
5 Sranandala

## Wisselkoers
De Centrale Bank van Suriname (CBvS) heeft lange tijd een vaste wisselkoers met de Amerikaanse dollar gehandhaafd. Tot februari 2011 was de wisselkoers vastgelegd op een koers van 2,70 SRD per 1 Amerikaanse dollar. Later werd een wisselkoers nagestreefd van 3,30 SRD per dollar. In november 2015 devalueerde de SRD met 20% en werd de officiële koers 3,96 SRD per US$. Op de zwarte markt werd toen al rond de 4,30 SRD voor een Amerikaanse dollar neergeteld.
Op 7 februari 2016 maakte de CBvS bekend dat de munt ontkoppeld werd. Deze maatregel werd genomen in verband met de dalende inkomsten uit olie en goud en de grote uitgaven door de Surinaamse overheid, waardoor de vraag naar de Amerikaanse dollar verhoudingsgewijs te groot werd en de waarde van de Surinaamse dollar te laag. Tussen november 2015 en maart 2016 daalde de koers van de SRD met 40% naar 5,7 SRD per dollar. Er is een systeem van valutaveilingen geïntroduceerd waarbij de wisselkoers tot stand komt op basis van vraag en aanbod. De veilingen vinden wekelijks plaats en op basis van het resultaat wordt een gewogen gemiddelde koers bepaald voor de Amerikaanse dollar, die zal gelden tot de volgende veiling. Op 22 maart 2016 was de eerste veiling. Tegen het einde van het jaar 2016 bereikte de wisselkoers een niveau van 7,50 SRD per dollar waarna de koers op dit niveau stabiliseerde. 
Op 22 september 2020 is de wisselkoers versus de Amerikaanse dollar bijna gehalveerd. De oude koers van SRD 7,52 voor 1 US$ is SRD 14,018 (aankoop) en SRD 14,29 (verkoop) geworden. De zogeheten unificatiekoers - alle sectoren hanteren één wisselkoers - is na overleg tussen de CBvS en het ministerie van Financiën en Planning tot stand gekomen.
In 2020 was de gemiddelde wisselkoers van de Surinaamse dollar versus de Amerikaanse dollar gedaald naar SRD 9,3 voor 1 US$, daarna nam de versnelling toe en in 2021 was dit gemiddeld SRD 19,24 en in 2022 SDR 24,71. In 2024 was dit opgelopen naar SRD 34,75.